# 德拉古特

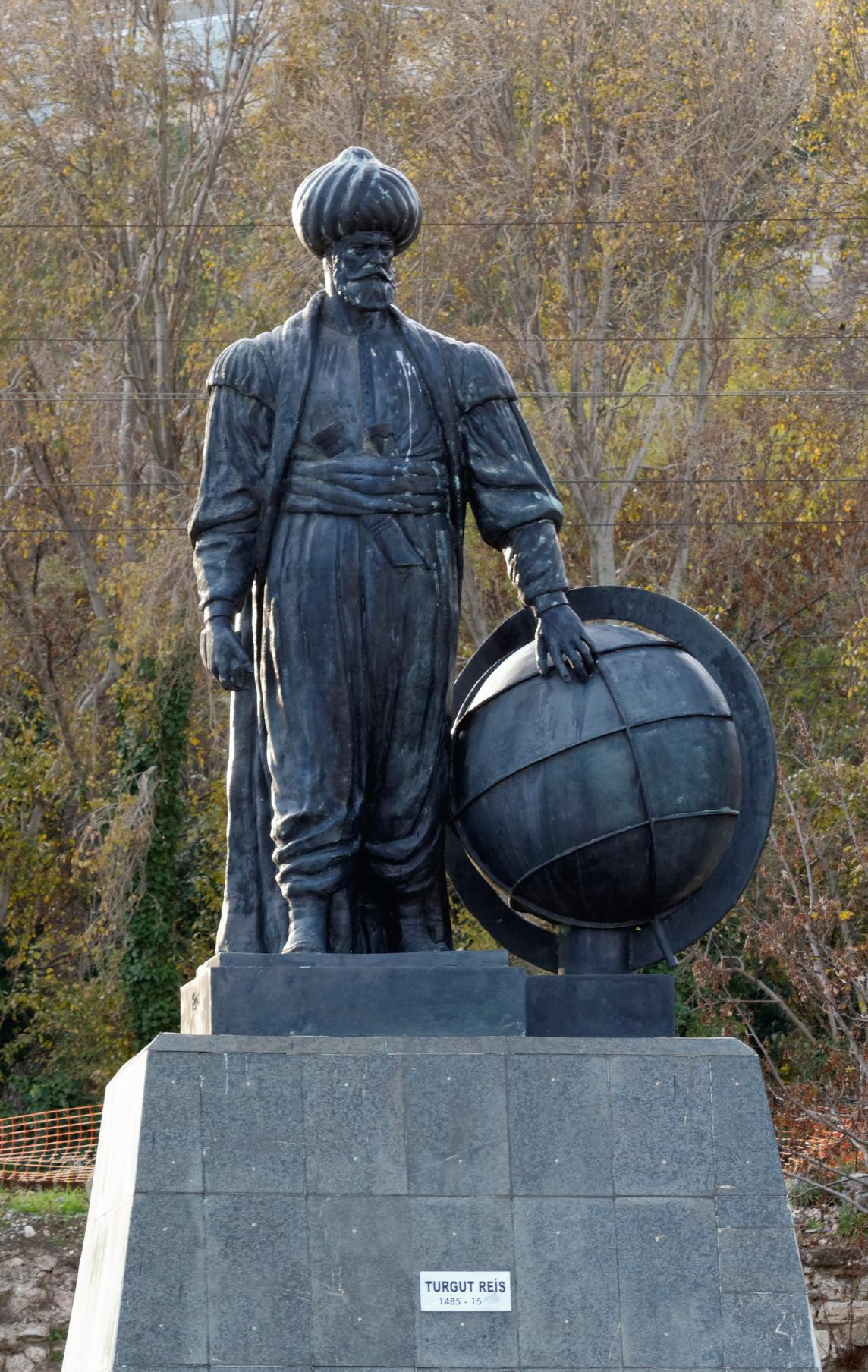
德拉古特

德拉古特（土耳其語：Turgut Reis；1485年—1565年6月23日），奧斯曼帝國希臘裔穆斯林出身的海盜和海軍司令，後成為奧斯曼阿爾及利亞和的黎波里塔尼亞總督。
在他的率領下，奧斯曼帝國海軍力量伸展至北非，在出任的黎波里塔尼亞總督時，他把的黎波里建設成北非重要城市。
他最後一次參與的戰役是1565年馬爾他圍城之役，在6月17日他被砲彈碎片擊中受了致命傷不久去世，他的屍體被運回的黎波里安葬。